# Eccellenza Emilia-Romagna 1996-1997
Il campionato italiano di calcio di Eccellenza regionale 1996-1997 è stato il sesto organizzato in Italia. Rappresenta il sesto livello del calcio italiano.
Questo è il campionato regionale della regione Emilia-Romagna.

## Girone A

### Squadre partecipanti
| Squadra                  | Città (provincia)              |
| ------------------------ | ------------------------------ |
| G.S. Bagnolese           | Bagnolo in Piano (RE)          |
| U.C. Casalese            | Casalmaggiore (CR)             |
| A.C. Casalgrande         | Casalgrande (RE)               |
| A.C. Colorno             | Colorno (PR)                   |
| U.S. Correggese          | Correggio (RE)                 |
| U.S. Corticella          | Bologna (BO)                   |
| Maranello Sportiva       | Maranello (MO)                 |
| A.C. Persicetana         | San Giovanni in Persiceto (BO) |
| A.C. Rolo                | Rolo (RE)                      |
| S.C. Sant'Ilario         | Sant'Ilario d'Enza (RE)        |
| A.P.C. Scandiano         | Scandiano (RE)                 |
| A.S. Termolan Bibbiano   | Bibbiano (RE)                  |
| U.C. Viadana             | Viadana (MN)                   |
| U.S. Vignolese           | Vignola (MO)                   |
| Pol. Virtus Castelfranco | Castelfranco Emilia (MO)       |
| A.S. Vis San Prospero    | San Prospero (MO)              |

### Classifica finale
|  | Pos. | Squadra             | Pt | G  | V  | N  | P  | GF | GS | DR  |
|  | ---- | ------------------- | -- | -- | -- | -- | -- | -- | -- | --- |
|  | 1.   | Virtus Castelfranco | 65 | 30 | 19 | 8  | 3  | 40 | 14 | +26 |
|  | 2.   | Bagnolese           | 61 | 30 | 17 | 10 | 3  | 45 | 22 | +23 |
|  | 3.   | Colorno             | 52 | 30 | 13 | 13 | 4  | 47 | 25 | +22 |
|  | 4.   | Termolan Bibbiano   | 52 | 30 | 14 | 10 | 6  | 41 | 29 | +12 |
|  | 5.   | Casalese            | 47 | 30 | 12 | 11 | 7  | 40 | 26 | +14 |
|  | 6.   | Vignolese           | 42 | 30 | 11 | 9  | 10 | 51 | 48 | +3  |
|  | 7.   | Persicetana         | 37 | 30 | 8  | 13 | 9  | 24 | 31 | -7  |
|  | 8.   | Viadana             | 37 | 30 | 9  | 10 | 11 | 30 | 40 | -10 |
|  | 9.   | Corticella          | 36 | 30 | 9  | 9  | 12 | 34 | 39 | -5  |
|  | 10.  | Correggese          | 35 | 30 | 8  | 11 | 11 | 37 | 37 | 0   |
|  | 11.  | Scandiano           | 35 | 30 | 7  | 14 | 9  | 32 | 35 | -3  |
|  | 12.  | Maranello Sportiva  | 34 | 30 | 6  | 16 | 8  | 21 | 23 | -2  |
|  | 13.  | Sant'Ilario         | 34 | 30 | 9  | 7  | 14 | 28 | 37 | -9  |
|  | 14.  | Casalgrande         | 33 | 30 | 8  | 9  | 13 | 32 | 44 | -12 |
|  | 15.  | Vis San Prospero    | 21 | 30 | 4  | 9  | 17 | 27 | 45 | -18 |
|  | 16.  | Rolo                | 16 | 30 | 3  | 7  | 20 | 22 | 56 | -34 |

## Girone B

### Squadre partecipanti
| Squadra                   | Città (provincia)             |
| ------------------------- | ----------------------------- |
| A.S.A.R. Riccione         | Riccione (RE)                 |
| A.C. Bagnacavallo         | Bagnacavallo (RA)             |
| A.C. Bellaria Igea Marina | Bellaria (RN)                 |
| F.C. Casumaro             | Casumaro (FE)                 |
| A.C. Cattolica            | Cattolica (RN)                |
| A.C. Cervia               | Cervia (RA)                   |
| A.C. Cesenatico           | Cesenatico (FC)               |
| Cocif Longiano            | Longiano (FC)                 |
| A.C. Masi Torello         | Masi Torello (FE)             |
| A.C. Massalombarda        | Massa Lombarda (RA)           |
| Pol. Ozzanese             | Ozzano dell'Emilia (BO)       |
| S.C. Progresso            | Castel Maggiore (BO)          |
| S.S. Sampierana           | San Piero in Bagno (FC)       |
| A.C. San Marino           | San Marino (RSM)              |
| A.S. Santarcangiolese     | Santarcangelo di Romagna (RN) |
| S.S. Savignanese          | Savignano sul Rubicone (FC)   |

### Classifica finale
|  | Pos. | Squadra              | Pt | G  | V  | N  | P  | GF | GS | DR  |
|  | ---- | -------------------- | -- | -- | -- | -- | -- | -- | -- | --- |
|  | 1.   | San Marino           | 60 | 30 | 17 | 9  | 4  | 58 | 23 | +35 |
|  | 2.   | Santarcangiolese     | 58 | 30 | 16 | 10 | 4  | 49 | 24 | +25 |
|  | 3.   | Cocif Longiano       | 57 | 30 | 16 | 9  | 5  | 38 | 24 | +14 |
|  | 4.   | A.S.A.R. Riccione    | 47 | 30 | 12 | 11 | 7  | 35 | 27 | +8  |
|  | 5.   | Cattolica            | 45 | 30 | 10 | 15 | 5  | 30 | 22 | +8  |
|  | 6.   | Massalombarda        | 38 | 30 | 9  | 11 | 10 | 35 | 32 | +3  |
|  | 7.   | Sampierana           | 38 | 30 | 10 | 8  | 12 | 41 | 49 | -8  |
|  | 8.   | Progresso            | 37 | 30 | 7  | 16 | 7  | 30 | 24 | +6  |
|  | 9.   | Cervia               | 35 | 30 | 6  | 17 | 7  | 25 | 23 | +2  |
|  | 10.  | Savignanese          | 35 | 30 | 8  | 11 | 11 | 33 | 37 | -4  |
|  | 11.  | Bellaria Igea Marina | 35 | 30 | 7  | 14 | 9  | 28 | 35 | -7  |
|  | 12.  | Ozzanese             | 34 | 30 | 8  | 10 | 12 | 28 | 39 | -11 |
|  | 13.  | Casumaro             | 33 | 30 | 8  | 9  | 13 | 26 | 41 | -15 |
|  | 14.  | Bagnacavallo         | 32 | 30 | 8  | 8  | 14 | 26 | 35 | -9  |
|  | 15.  | Masi Torello         | 26 | 30 | 5  | 11 | 14 | 18 | 36 | -18 |
|  | 16.  | Cesenatico           | 20 | 30 | 3  | 11 | 16 | 21 | 50 | -29 |